# Mehmet Şimşek
Mehmet Şimşek (Gercüş, 1º gennaio 1967) è un politico ed economista turco, ministro del Tesoro e delle Finanze della Turchia dal 4 giugno 2023.
È stato vice primo ministro della Turchia dal 24 novembre 2015 fino all'abolizione della carica il 9 luglio 2018. In precedenza è stato ministro delle Finanze dal 2009 al 2015, nei gabinetti dei primi ministri Recep Tayyip Erdoğan e Ahmet Davutoğlu. Come membro del Partito della Giustizia e dello Sviluppo, è stato deputato della Grande Assemblea Nazionale Turca dal 2007 al 2015.

## Biografia
Şimşek nasce in una famiglia curda del villaggio di Arıca, nel distretto di Gercüş della provincia di Batman, il più giovane di otto fratelli la cui madre muore quando l'ultimogenito ha appena quattro anni.
Dopo il diploma, intraprende brevemente la carriera imprenditoriale prima di iniziare a studiare economia all'Università Gazi di Ankara, conseguendo infine la laurea in Economia all'Università di Ankara nel 1988. Dopo aver lavorato come assistente di ricerca presso la cattedra di economia internazionale e sviluppo economico dell'ateneo, ottiene una borsa di studio statale per l'Università di Exeter, nel Regno Unito, dove completa un Master of Philosophy in finanza e investimenti nel 1993.
Lavora per 7 anni come capo economista e stratega per Europa, Medio Oriente e Africa presso la banca d'investimento Merrill Lynch a Londra. In questo periodo è spesso in contatto con le autorità turche e la Banca centrale e collabora con il governo dell'AKP in materia di politica economica. La sua esperienza professionale comprende anche incarichi presso la Deutsche-Bender Securities (1998-2000), la sede della UBS a New York (1997) e l'ambasciata degli Stati Uniti ad Ankara.

## Vita privata
Şimşek si è sposato due volte. La prima moglie era una cittadina americana, Annalise Granwald, con la quale è convolato a nozze in Turchia il 20 gennaio 1999, divorziando il 23 luglio 2009. Ha quindi sposato Esra Kara il 9 gennaio 2010.
Ha due figlie gemelle e un figlio nati dal secondo matrimonio. Oltre al turco, parla correntemente il curdo e l'inglese. Ha doppia cittadinanza britannica e turca.